# Irena Makarczyk
Irena Makarczyk – polska historyk, dr hab. nauk humanistycznych, adiunkt i dyrektor Instytutu Historii i Stosunków Międzynarodowych Wydziału Humanistycznego Uniwersytetu Warmińsko-Mazurskiego w Olsztynie.

## Życiorys
W 1998 ukończyła studia teologiczne w Papieskiej Akademii Teologicznej w Krakowie, 16 grudnia 2003 obroniła pracę doktorską Tomasz z Rupniewa Ujejski 1612-1689. Hierarcha katolicki na tle życia kościelnego i politycznego swoich czasów, 21 listopada 2017 habilitowała się na podstawie pracy zatytułowanej Warmia w okresie rządów biskupa Mikołaja Szyszkowskiego (1633-1643).
O 1999 zatrudniona na Uniwersytecie Warmińsko-Mazurskim w Olsztynie. Objęła funkcję adiunkta oraz dyrektora w Instytucie Historii i Stosunków Międzynarodowych na Wydziale Humanistycznym Uniwersytetu Warmińsko-Mazurskiego.